# Източни среднотексаски равнини
Източните среднотексаски равнини (на английски: East Central Texas Plains) са физикогеографска област в южната част на Съединените американски щати, част от Югоизточноамериканските равнини в Източните умерени гори.
Тя заема ориентирана от югозапад на североизток ивица между крайбрежните низини на Мексиканския залив на югоизток и по-гъсто населената степна област на северозапад, като в миналото е заета главно от лесостеп, доминирана от звездовиден дъб (Quercus stellata), Quercus marilandica и Carya texana. Климатът е влажен континентален със слабо изразени сезони.